# باشگاه ورزشی الحسین اربد
باشگاه ورزشی الحسین اربد یک باشگاه فوتبال اردنی که در شهر اربد، اردن واقع شده است. در تمام مسابقاتی که زیر نظر فدراسیون فوتبال اردن برگزار میشود حضور دارد. این تیم ۱ بار در لیگ برتر فوتبال اردن به مقام قهرمانی رسیده است.